# TNT-Fortuna Combined Events Meeting 2014
TNT-Fortuna Combined Events Meeting 2014 – 8. edycja mityngu lekkoatletycznego w konkurencjach wielobojowych rozegrana 14 i 15 czerwca na stadionie Sletiště w czeskim Kladnie. Zawody były kolejną odsłoną cyklu IAAF World Combined Events Challenge w sezonie 2014.

## Rezultaty
| Konkurencja:           | 1. miejsce       | Rezultat     | 2. miejsce             | Rezultat  | 3. miejsce      | Rezultat     |
| Dziesięciobój mężczyzn | Ołeksij Kasjanow | 8083 pkt.    | Adam Helcelet          | 7989 pkt. | Eduard Michan   | 7987 pkt.    |
| Siedmiobój kobiet      | Eliška Klučinová | 6460 pkt. NR | Kaciaryna Necwiatajewa | 5891 pkt. | Lucia Mokrášová | 5769 pkt. PB |